# Николинский сельсовет
Николинский сельсовет — сельское поселение в Инжавинском районе Тамбовской области Российской Федерации.
Административный центр — село Николино.

## История
Статус и границы сельского поселения установлены Законом Тамбовской области от 17 сентября 2004 года № 232-З «Об установлении границ и определении места нахождения представительных органов муниципальных образований в Тамбовской области».

## Население
| 2010 | 2012 | 2013 | 2014 | 2015 | 2016 | 2017 |
| ---- | ---- | ---- | ---- | ---- | ---- | ---- |
| 451  | ↘425 | ↘402 | ↘389 | ↘377 | ↘368 | ↘344 |
| 2018 | 2019 | 2020 | 2021 |      |      |      |
| →344 | ↘336 | ↘331 | ↘320 |      |      |      |

## Состав сельского поселения
| № | Населённый пункт | Тип населённого пункта       | Население |
| - | ---------------- | ---------------------------- | --------- |
| 1 | Моршань          | село                         | 21        |
| 2 | Николино         | село, административный центр | ↘382      |
| 3 | Новая жизнь      | посёлок                      | 48        |